# Rugby Africa
Rugby Africa (englisch; französisch Rugby Afrique) ist der für Afrika zuständige Kontinentalverband für die Sportarten Rugby Union und Siebener-Rugby sowie einer von sechs kontinentalen Verbänden unterhalb des Weltverbandes World Rugby. Ihm sind zurzeit 36 nationale Verbände angeschlossen. Er ist zuständig für die Ausrichtung mehrerer Rugbyturniere, insbesondere den Africa Cup. Außerdem organisiert er regionale Qualifikationsturniere zu internationalen Rugby-Veranstaltungen. Sitz des Verbandes ist Kapstadt in Südafrika.

## Geschichte
Die Confederation of African Rugby (französisch: Confédération Africaine de Rugby, CAR) wurde im Januar 1986 in der tunesischen Hauptstadt Tunis gegründet. Gründungsmitglieder waren Tunesien, Marokko, Senegal, die Elfenbeinküste, Tansania, Kenia, die Seychellen und Madagaskar. Nach dem Ende der Apartheid trat im Juli 1992 auch die South African Rugby Union (SARU) bei, der mit Abstand größte Verband des Kontinents. 1998 führte die CAR den ersten eigenen Wettbewerb durch, die Qualifikation für die Weltmeisterschaft 1999. Zwei Jahre später folgte die erste Afrikameisterschaft. Basierend auf dem Konzept der Pacific Islanders schuf die CAR im Jahr 2005 eine eigene multinationale Auswahlmannschaft, die African Leopards. Im Dezember 2014 benannte sich die CAR in Rugby Africa (französisch Rugby Afrique) um.

## Internationale Wettbewerbe
Africa Rugby veranstaltet unter anderem folgende Wettbewerbe:
- Afrikameisterschaft (Africa Cup): jährlich stattfindende Kontinentalmeisterschaft der Männer in vier Stärkeklassen
- Rugby Africa Women’s Cup: Kontinentalmeisterschaft der Frauen, dient als Qualifikation für die Frauen-Rugbyweltmeisterschaft
- Africa Men’s Sevens: jährliches Siebener-Rugby-Turnier der Männer
- Africa Women’s Sevens: jährliches Siebener-Rugby-Turnier der Frauen
- U20 Barthés Trophy: Junioren-Afrikameisterschaft der Männer

Da Siebener-Rugby eine olympische Sportart ist, arbeitet Rugby Africa hier mit der Association of National Olympic Committees of Africa zusammen.

## Mitglieder
Zurzeit (2020) zählt Rugby Africa 32 Vollmitglieder (von denen 23 auch dem Weltverband World Rugby angehören) und 4 assoziierte Mitglieder:

### Vollmitglieder

Anzahl der registrierter Rugbyspieler in den Mitgliedsverbänden von Rugby Africa (2018):
>600.000 Lizenzen
>200.000 Lizenzen
>100.000 Lizenzen
>40.000 Lizenzen
>20.000 Lizenzen
>10.000 Lizenzen
>5.000 Lizenzen
<5.000 Lizenzen

Nichtmitglieder von World Rugby sind mit * gekennzeichnet
| Land                         | Verband                              | Gründung | Beitritt |
| ---------------------------- | ------------------------------------ | -------- | -------- |
| Ägypten                      | Egyptian Rugby Football Union *      | 2008     | 2008     |
| Algerien                     | Fédération Algérienne de Rugby       | 2007     | 2016     |
| Benin                        | Fédération Béninoise de Rugby *      | 2008     | 2012     |
| Botswana                     | Botswana Rugby Union                 | 1992     | 2000     |
| Burkina Faso                 | Fédération Burkinabé de Rugby        | 1992     | 2006     |
| Burundi                      | Fédération Burundaise de Rugby       | 2001     | 2003     |
| Demokratische Republik Kongo | Fédération Congolaise de Rugby *     | ?        | 2012     |
| Elfenbeinküste               | Fédération Ivoirienne de Rugby       | 1961     | 1986     |
| Eswatini                     | Eswatini Rugby Union                 | 1995     | 1995     |
| Gabun                        | Fédération Gabonaise de Rugby *      | 2016     | 2016     |
| Ghana                        | Ghana Rugby Football Union           | 2003     | 2017     |
| Kenia                        | Kenya Rugby Union                    | 1923     | 1986     |
| Lesotho                      | Federation of Lesotho Rugby *        | 2008     | 2014     |
| Madagaskar                   | Fédération Malagasy de Rugby         | 1963     | 1986     |
| Mali                         | Fédération Malienne de Rugby         | 2001     | 2003     |
| Marokko                      | Fédération Royale Marocaine de Rugby | 1956     | 1986     |
| Mauritius                    | Rugby Union Mauritius                | 1993     | 1993     |
| Namibia                      | Namibia Rugby Union                  | 1990     | 1992     |
| Niger                        | Fédération Nigérienne de Rugby *     | ?        | 2003     |
| Nigeria                      | Nigeria Rugby Football Association   | 1998     | 1998     |
| Republik Kongo               | Fédération Congolaise de Rugby *     | 2008     | 2010     |
| Ruanda                       | Rwanda Rugby                         | 2003     | 2015     |
| Sambia                       | Zambia Rugby Union                   | 1975     | 1995     |
| Simbabwe                     | Zimbabwe Rugby Union                 | 1895     | 1987     |
| Senegal                      | Fédération Sénégalaise de Rugby      | 1960     | 1986     |
| Seychellen                   | Seychelles Rugby Association *       | 1981     | 1986     |
| Südafrika                    | South African Rugby Union            | 1889     | 1992     |
| Tansania                     | Tanzania Rugby Union                 | 1970     | 1986     |
| Togo                         | Fédération Togolaise de Rugby        | 2001     | 2004     |
| Tschad                       | Fédération Tchadienne de Rugby *     | 2003     | 2012     |
| Tunesien                     | Fédération Tunisienne de Rugby       | 1972     | 1986     |
| Uganda                       | Uganda Rugby Football Union          | 1955     | 2000     |

### Assoziierte Mitglieder
| Land                         | Verband                                 | Gründung |
| ---------------------------- | --------------------------------------- | -------- |
| Guinea                       | ?                                       | ?        |
| Malawi                       | Malawi Rugby Football Union             | 1922     |
| Sierra Leone                 | Sierra Leone National Rugby Association | 2012     |
| Zentralafrikanische Republik | Fédération Centrafricaine de Rugby      | 2005     |

### Ausgeschlossene Verbände
Wegen „Untätigkeit und Nichterfüllung der Kriterien für eine fortgesetzte Mitgliedschaft“ wurden zwei Verbände im Jahr 2013 ausgeschlossen:
| Land        | Verband                           | Gründung | Beitritt |
| ----------- | --------------------------------- | -------- | -------- |
| Kamerun     | Fédération Camerounaise de Rugby  | 1997     | 1999     |
| Mauretanien | Fédération Mauritanienne de Rugby | ?        | 2003     |